# 479
Cette page concerne l'année 479  du calendrier julien. Pour l'année 479 av. J.-C., voir 479 av. J.-C. Pour le nombre 479, voir 479 (nombre).
L'année 479 est une année commune qui commence un lundi.

## Événements
- En Chine, le général Xiao Daocheng fait assassiner l'enfant empereur de la dynastie Song du Sud et toute sa famille et fonde la dynastie Qi du Sud (fin en 502). Leur histoire est une longue suite d’assassinats[1].
- Nouvelle révolte organisée contre l'empereur Zénon, par deux frères de l'ex-impératrice Vérine, Romulus et Procope et un de ses gendres Marcien. La révolte échoue grâce à l'intervention du général isaurien Illus[2].
- Théodoric l'Amale, avec des forces réduites, pille la Macédoine jusqu'à Thessalonique. Zénon envoie une ambassade pour négocier la paix, tandis que Théodoric s'empare de Dyrrachium[2]. À l'automne, le général impérial Sabinianus attaque les Ostrogoths qui se dirigent vers Dyrrachium, et leur inflige de lourdes pertes[3].

## Décès en 479
- Chrysippe de Jérusalem